# 泰河站
泰河站（越南语：／）位於越南首都河內市棟多郡，是河內都市鐵路2A號線的一個車站。

## 車站結構
本站為側式車站。
| 1 | ●2A號線 | ← 羅溪、安義 |
| 2 | ●2A號線 | 吉靈 →       |

## 接駁交通
- 巴士：26、30、50、18、35A、84系統[4]

## 外部連結
- 泰河站（河內都市鐵路的官方網站） （页面存档备份，存于）